# House Broken
House Broken, também conhecido como No Place Like Home (Brasil: De Pernas pro Ar ) é um filme de comédia estadunidense de 2009 dirigido por Sam Harper. 

## Sinopse
A fim de desfrutar de sua aposentadoria do corpo de bombeiros, um pai chamado Tom Cathkart (Danny DeVito) toma medidas drásticas para que seus filhos preguiçosos se mudem e cuidem de si mesmos. Eles continuam tentando fazer sua própria companhia de filmes, chamada Cathkart Produções. Tom eventualmente se cansa de seus filhos relaxando e ele os deixa em paz enquanto ele leva sua esposa Mary Cathkart (Katey Sagal) e toda a comida com ele, deixando seus filhos sem opção a não ser cuidar de responsabilidades dentro e fora da casa. Eles decidem abrir sua própria hospedagem domiciliar e deixam seus amigos ficarem em casa por dinheiro. Eliot (Ryan Hansen) se apaixona por Sarah (Caitlin Crosby) e seu irmão Quinn (Skyler Stone) fica com ciúmes de seu sucesso com a companhia cinematográfica. Eliot então vai embora e seu irmão acha difícil de gerenciar sem ele.

## Elenco
- Danny DeVito como Tom Cathkart
- Katey Sagal como Mary Cathkart
- Ryan Hansen como Eliot Cathkart
- Skyler Stone como Quinn Cathkart
- Caitlin Crosby como Sarah
- Thomas F. Wilson como chefe dos bombeiros Henry Decker
- Brie Larson como Suzy Decker
- Kiernan Shipka como Tammy Tawber
- John P. Farley como Nate
- Tabitha Taylor como Brunette Hottie
- Adam Herschman como garoto sem camisa
- Michael Bofshever como pai campista feliz
- Tony Yalda como Gilroy
- Nick Nervies como Brando
- Stephanie Katz como líder de torcida
- Gregory Hinton como Tenant
- Parvesh Cheena como Zerban
- Joe Koons como Trail
- Ashley Rose como líder de torcida
- Drew Matthews como garoto do apartamento
- Vanessa Celso como mulher irritada
- Corryn Cummins como Babs Tawber
- Joshua Lachs como homem das entregas
- Quan Rico como Buster
- Blaise Khufu como Chase
- Matthew Glave como Hector
- Selena Gomez como Alexa